# Viaduto Črni Kal

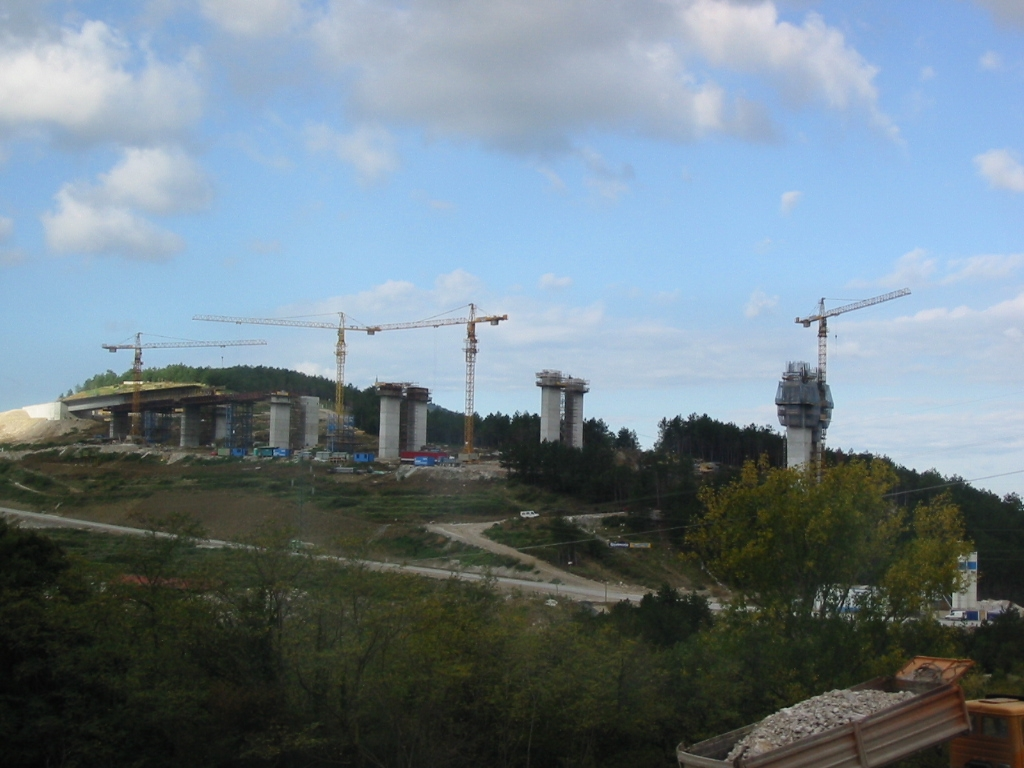
Črni Kal - 2002

O viaduto Črni Kal é o mais longo e mais alto viaduto na Eslovênia. Está localizado na auto-estrada A1 acima do Vale Osp perto da aldeia de Gabrovica, cerca de 20 km a leste de Koper.
O viaduto tem 1 065 metros e está montado em onze colunas, a mais elevada atingindo 87,5 m. O trabalho de construção começou em 2001 e o viaduto foi aberto ao tráfego em 23 de setembro de 2004. Quando quase concluído em Maio de 2004, serviu como etapa da corrida Giro d'Italia.